# Saison 2012-2013 du Football féminin Issy-les-Moulineaux
Maillots
Dernière mise à jour : 20 avril 2013.
Chronologie
Saison suivante
La saison 2012-2013 du Football féminin Issy-les-Moulineaux est la première saison du club francilien en première division du championnat de France. Cette saison est particulièrement importante dans l'histoire du club, puisque c'est la première fois que les Isséennes atteignent ce niveau de la compétition.
Christine Aubere est à la tête du staff isséen lors de cette nouvelle saison qui fait suite à une saison historique pour le club qui a fini premier de son groupe de Division 2, lui permettant de monter dans l'élite nationale. Cependant, les objectifs pour cette saison sont très modestes, car face aux grands clubs de la première division, les dirigeants ne peuvent qu'ambitionner le maintien pour cette première saison à ce niveau. Lors de la trêve hivernale, n'ayant plus confiance en leur entraineur, les dirigeants du club le remercient et nomment Nicolas Gonfalone à sa place.
Le FF Issy va également évoluer au cours de la saison en Coupe de France, comme tous les clubs de D1.

## Avant saison

### Transferts
En ce début de saison dans l'élite, le club doit se renforcer et enrôle pas moins de douze nouvelles joueuses, Katherine Linn de l'ASPTT Montpellier, Lise Lachaud de l'ESTC Poitiers, Aurélie Conforti et Nora Coton-Pélagie du Paris Saint-Germain, Stéphanie Legrand et Charlotte Lozé du l'Herblay FAS, Louisa Pirès et Céline Chatelain de l'AS Montigny, Émilie Pellegrin du FCF Monteux, Astrid Virlouvet de l'équipe des moins de 19 ans du FCF Juvisy, Émilie Pellegrin du FCF Monteux et Sandra Lopez de l'ES Blanquefortaise. Le club se renforce lors de la trêve hivernale, en recrutant Inès Jaurena et Adeline Rousseau, anciennes championnes d'Europe avec l'équipe de France des moins de 17 ans.
Le club connait également plusieurs départs, puisque Myriam Ahnich fait le trajet inverse de Louisa Pirès et Céline Chatelain et rejoint l'AS Montigny, alors qu'Ashley Lubin part pour l'ES Blanquefortaise, Assa Diarra pour le FC Rueil Malmaison et Kheira Bendiaf pour le FC Rouen. Par ailleurs, deux joueuses du club ont décidé de prendre leur retraite de footballeuse, Sabah Rguila et la lettone Ieva Bidermane. Le club voit partir de nombreux éléments lors de la trêve hivernale, comme Louisa Pirès qui signe au FCF Condéen, Farida Belkhir qui rejoint l'ES Seizième, Sabrina Loukombo qui part pour le Claix Football ou encore Sandra Lopez qui rejoint l'Avenir Caumont-Fourques.
Durant la trêve hivernale, le dirigeant du club remercie l'entraineur en place, David Rémisse, qui est remplacé par Nicolas Gonfalone.

### Préparation d'avant-saison
Avant son premier match officiel de championnat prévu le 9 septembre, le FF Issy a programmé sept matchs amicaux face à l'UCU New York, au FF Yzeure, au Mans FC, à l'ES Cormelles-le-Royal, au vétérans du FC Issy, au vétérans de L'Haÿe les Roses et au Paris Saint-Germain.

## Compétitions

### Championnat

#### Phase aller - Journée 1 à 11
La saison 2012-2013 de Division 1 est la trente-neuvième édition du championnat de France de football féminin. La division oppose douze clubs en une série de vingt-deux rencontres. Les meilleurs de ce championnat se qualifient pour la Ligue des Champions (les deux premiers). Le FF Issy participe à cette compétition pour la première fois de son histoire.
La compétition débute pour le FF Issy, le dimanche 9 septembre 2012 à 15 h, par un match face au FC Vendenheim. Les Isséennes pour leur premier match dans l'élite, perdent d'un but d'écart sur le score de deux buts à un, malgré une réalisation de Monia Neffati. Lors de la seconde journée, les filles de David Remisse sont écrasées par les joueuses du FCF Juvisy sur le score de neuf buts à un, malgré un but de Gwenaëlle Migot, puis elles s'inclinent la semaine suivante face à l'EA Guingamp, un adversaire un peu plus à leur portée, sur le score de quatre buts à deux. Les Isséennes continuent sur leur mauvaise lancée lors de la quatrième journée en s'inclinant une nouvelle fois à domicile face à l'AS Saint-Étienne sur le score de deux buts à zéro.
Lors de la cinquième journée, les filles de David Remisse continuent à s'enfoncer en s'inclinant lourdement face au Montpellier HSC sur le score de huit buts à zéro. Les Isséennes continuent à sombrer lors de la journée suivante en s'inclinant lors du derby face au Paris SG sur le score de deux buts à zéro, puis face au promu, l'Arras FCF, sur le score de deux buts à un lors de la journée suivante.
Lors de la huitième journée, les joueuses du FF Issy remportent la première victoire de leur club en première division, en s'imposant face à leurs homologues du Toulouse FC sur le score de quatre buts à trois avec notamment un doublé de Gwenaëlle Migot, avant de s'incliner de justesse dans un autre match face à un adversaire direct, le Rodez AF sur le score d'un but à zéro, puis de réaliser une bonne performance en accrochant le match nul sur le terrain du FF Yzeure, un but partout. L'ultime match de la phase aller du club francilien se conclut par une large défaite huit buts à zéro face à l'Olympique lyonnais, le tenant du titre.

#### Phase retour - Journée 12 à 22
Pour son premier match retour et le dernier avant la trêve hivernale, les Isséennes s'inclinent à nouveau face au FCF Juvisy sur le score de quatre buts à zéro. La reprise du championnat s'effectue le 6 janvier, et les joueuses de David Remisse entament cette année 2013 par une nouvelle défaite face à l'EA Guingamp sur le score de deux buts à zéro, avant de s'incliner une nouvelle fois une semaine plus tard sur le terrain de l'AS Saint-Étienne sur le score de deux buts à zéro. Après une élimination peu glorieuse en Coupe de France, les franciliennes continuent leur descente aux enfers en s'inclinant trois buts à un face au Montpellier HSC, puis en s'inclinant deux buts à zéro lors de la journée suivante face au Paris SG. Lors de la journée suivante, les Franciliennes voient leur match face au Arras FCF reporté à cause de conditions météorologiques exceptionnelle sur le nord de la France. Après se repport, les Chouettes réagissent bien en s'imposant face à un de leurs concurrents directs, le Toulouse FC sur le score de quatre buts à deux avec un doublé de Nora Coton-Pelagie, puis s'inclinent sur la pelouse du Rodez AF un but à zéro. Le match en retard face à l'Arras FCF va cependant condamner les Francilennes, en étant tenu en échec un but partout par les nordistes, il leur est désormais impossible de repasser devant leur adversaire afin d'obtenir leur maintien. À trois journées de la fin du championnat, le club est donc officiellement relégué.

### Coupe de France
La coupe de France 2012-2013 est la 12e édition de la coupe de France, une compétition à élimination directe mettant aux prises les clubs de football à travers la France métropolitaine et les DOM-TOM. Elle est organisée par la FFF et ses ligues régionales.
Marinette Pichon effectue un tirage abordable pour les Franciliennes qui joueront à l'extérieur, face à la VGA Saint-Maur ancien grand nom du football féminin français, qui évolue en Division d'Honneur. Malgré tout, les Isséennes se font surprendre par cet ancien cador du championnat de France, sur le score sans appel de quatre buts à deux, Charlotte Lozé sauvant l'honneur du club en inscrivant un doublé.

### Matchs officiels de la saison
Le tableau ci-dessous retrace les rencontres officielles jouées par le FF Issy durant la saison. Les buteurs sont accompagnés d'une indication sur la minute de jeu où est marqué le but et, pour certaines réalisations, sur sa nature (penalty ou contre son camp).
| Compétition     | Débute au tour | Place ou tour final | Matches joués | Gagnés | Nuls | Perdus | Buts pour | Buts contre | Différence |
| Division 1      | -              | -                   | 19            | 2      | 2    | 15     | 16        | 59          | -43        |
| Coupe de France | 1/32 de finale | -                   | 1             | 0      | 0    | 1      | 2         | 4           | -2         |
| Total           | -              | -                   | 20            | 2      | 2    | 16     | 18        | 63          | -45        |

## Joueurs et encadrement technique

### Encadrement technique
Lors de cette saison, l'équipe est dirigée par David Rémisse qui s'appuie sur son expérience des saisons précédentes pour mener au mieux les promues vers le maintien. Lors de la trêve hivernale, alors que les Isséennes sont dans les profondeurs du classement, David Rémisse est remercié et remplacé par Nicolas Gonfalone, sSans club cette saison, il a dirigé durant quatre saisons l'équipe des moins de 19 ans du FC Marcoussis. 

### Statistiques individuelles
| \| Benoist Konté Lachaud Legrand Neffati Tait Lozé Pellegrin Chatelain Conforti Migot \| Équipe type de la saison. · D'après les temps de jeu à leur poste. |
| Benoist Konté Lachaud Legrand Neffati Tait Lozé Pellegrin Chatelain Conforti Migot                                                                          |

| Joueuse            | Total |
| Charlotte Lozé     | 4     |
| Nora Coton-Pelagie | 4     |
| Gwenaëlle Migot    | 3     |
| Aurélie Conforti   | 1     |
| Céline Chatelain   | 1     |
| Inès Djeidje Kore  | 1     |
| Inès Jaurena       | 1     |
| Monia Neffati      | 1     |
| Luce Ndolo Ewelé   | 1     |

| Joueuse           | Total |
| Charlotte Lozé    | 2     |
| Céline Chatelain  | 1     |
| Gwenaëlle Migot   | 1     |
| Stéphanie Legrand | 1     |

## Affluence et télévision

### Affluence
Affluence du FFI à domicile

### Retransmission télévisée
Profitant de la médiatisation de la Coupe du monde, la FFF avait lancé le lundi 11 juillet 2012 l’appel d’offre pour les droits TV du championnat de France. Ces derniers ont été remportés par France Télévision en duo avec la chaine Eurosport pour un contrat s'élevant à 110 000 euros.

## Équipe réserve et équipes de jeunes
La réserve isséenne évolue en Division d’Honneur Régionale de Paris Île-de-France, soit trois divisions en dessous de l’équipe première. 
Le club francilien possède également une équipe des moins de 19 ans qui participe au Challenge National Féminin U19.